# Slika Hrvatske
Slika Hrvatske, televizijska emisija koja se emitirala u programu Hrvatske radiotelevizije za Hrvate izvan domovine.

## Teme
Emisija Slika Hrvatske davala je podatke o hrvatskoj povijesti, kulturi i naslijeđu te vijesti i zabavne programe koji zanimaju Hrvate u inozemstvu. 
U posljednjoj epizodi, emisija se bavila tematikom zdravstvenog odgoja u hrvatskim školama. Glavni urednik Dean Šoša ukinuo je emisiju, što je izazvalo prijepor u javnosti jer je voditeljica Karolina Vidović Krišto u emisiji pročitala pismo gledatelja koji je uvođenje spolnog odgoja u hrvatske škole poistovjetio sa spolnim zlostavljanjem mladih i djece. Prikazani su i isječci iz filma "The Kinsey Syndrome" o kontroverznom seksologu Alfredu Kinseyu.
17. ožujka 2016. Slika Hrvatske zamjenjuje se HRT 5.

## Vanjske poveznice
- Službene stranice Hrvatske radiotelevizije, Slika Hrvatske  Arhivirana inačica izvorne stranice od 4. veljače 2011. (Wayback Machine)